# Route nationale 822
Die Route nationale 822, kurz N 822 oder RN 822, war eine französische Nationalstraße, die von 1933 bis 1973 zwischen Illiers-Combray und Nogent-le-Rotrou verlief. Ihre Gesamtlänge betrug 35 Kilometer.